# Patlabor: la película
Patlabor: la película (Japonés: 機動警察パトレイバー the Movie;  Hepburn: Kidō Keisatsu Patoreibā Za Mūbī?), es una película de animación japonesa de 1989 dirigida por Mamoru Oshii, basada en el manga del grupo Headgear. Esta cinta fue producida por Production I.G, Bandai Visual y Tohokushinsha Film.

## Argumento
Un Labor perteneciente al Sector 0  de las Fuerzas Terrestres de Defensa escapa de su base militar, cuando se le hacía una prueba en el túnel de viento. Para detenerlo se movilizan y despliegan unidades paracaidista Labor.

## Reparto
- Noa Izumi: Integrante de la Segunda Unidad de Vehículos Especiales de la Policía de Tokio. Llama a su Patlabor Alfonso III al igual que sus mascotas; ya que tuvo un perro al que llamaba Alfonso y un gato al que llamaba Alfonso II.
- Asuma Shinohara: Integrante del segundo escuadrón.
- Shinobu Nagumo
- Kiichi Goto
- Isao Ohta
- Shigeo Shiba
- Hiromi Yamazaki
- Mikiyasu Shinshi
- Kanuka Clancy
- Seitaro Sakaki
- Detective Matsui
- Jitsuyama
- Fukushima
- Kaihou
- Occhan
- Kataoka

## Doblaje
El doblaje de esta cinta para Latinoamérica fue realizado por Intertrack y distribuida por Xystus con la participación de Francisco Reséndez Novoa en la dirección de doblaje.
| Personaje        | Actor               | Actor               | Actor              | Actor            | Actor                  |
| Personaje        | Seiyū               | Doblaje inglés      | Doblaje inglés     | Doblaje español  | Doblaje español        |
| ---------------- | ------------------- | ------------------- | ------------------ | ---------------- | ---------------------- |
| Noa Isumi        | Miina Tominaga      | Briony Glassico     | Julie Ann Taylor   | Mónica Manjarrez | Mercedes Diemand-Hartz |
| Asuma Shinohara  | Toshio Furukawa     | David Jarvis        | Doug Erholtz       | Benjamín Rivera  | Daniel García          |
| Kiichi Goto      | Ryūsuke Ōbayashi    | Peter Marinker      | Roger Craig Smith  | Rafael Rivera    | Alfonso Vallés         |
| Shinobu Nagumo   | Yoshiko Sakakibara  | Sharon Holm         | Megan Hollingshead | Alma Moreno      | María Moscardó         |
| Kanuka Clancy    | Yō Inoue            | Tamsin Hollo        | Lisa Enochs        | Tamara Guzmán    | Ana Romano             |
| Isao Ohta        | Michihiro Ikemizu   | Martin McDougall    | Sam Riegel         | Marcos Patiño    | César Martínez         |
| Mikiyasu Shinshi | Issei Futamata      | Ron Lepaz           | Joe Ochman         | Enrique Mederos  |                        |
| Hiromi Yamazaki  | Daisuke Gōri        | Michael Fitzpatrick | Jason C. Miller    | Héctor Moreno    |                        |
| Shigeo Shiba     | Shigeru Chiba       | Edward Glen         | Peter Doyle        | Ernesto Lezama   | Ángel de Gracia        |
| Seitaro Sakaki   | Osamu Saka          | Blair Fairman       | Jamieson Price     | Armando Réndiz   | Juan Comellas          |
| Jitsuyama        | Mahito Tsujimura    | Don Fellows         | Milton Lawrence    |                  |                        |
| Matsui           | Tomomichi Nishimura | Mac McDougall       | Paul St. Peter     |                  |                        |
| Kaihou           | Toshihiko Kojima    |                     | Paul St. Peter     |                  |                        |
| Fukushima        | Shinji Ogawa        | Bill Roberts        | Bob Papenbrook     |                  |                        |
| Kataoka          | Kōji Tsujitani      | William Dufris      | Liam O'Brien       |                  |                        |

## Distribución en formato casero
La película fue distribuida en Japón en formato VHS y Betamax el 16 de diciembre de 1989 y sus cajas eran reversibles con ilustraciones alternativas. Luego salió en formato Laserdisc el 25 de enero de 1990; este incluía un extra titulado "Visual File" y un folleto de veinticuatro páginas titulado "Meet the Movie". El primer lanzamiento en DVD utilizó el mismo maestro que la versión Laserdisc y contaba con audio estéreo en japonés. El siguiente lanzamiento contó con remasterización letterbox no anafórmica. El tercer lanzamiento, utilizaba los últimos discos de Región 1 usados por Bandai Visual, presentaba vídeo de formato anamórfico remasterizado y audio 5.1.
El DVD de la película fue lanzado al mercado norteamericano en el 2000 por Manga Entertainment; este producto era una transferencia directa del VHS con el doblaje original.
La película fue distribuida en España por Manga Films en formato VHS. Posteriormente fue lanzada en DVD y Blu-ray por Selecta Visión, conservando el doblaje anterior. El 7 de enero de 2016 conmemorando el vigésimo quinto (25°) aniversario de la cinta, salió al mercado la Edición Coleccionistas, que incluía DVD y Blu-ray más un libro de 24 páginas. Esta edición presentaba imagen a 1080p HD con relación de aspecto de 16:9 y audio en DTS HD 5.1 en español y japonés. El 25 de abril de 2018 se publicó Patlabor: La Trilogía, un paquete en Edición Coleccionistas que incluía las cintas Patlabor 2: la película y WXIII: Patlabor la película 3 más un libro de 112 páginas y otros extras. Esta edición en Blu-ray presenta imagen a 1080p HD con relación de aspecto de 16:9 y audio en DTS HD 2.0 en español y japonés.